# Muckraker

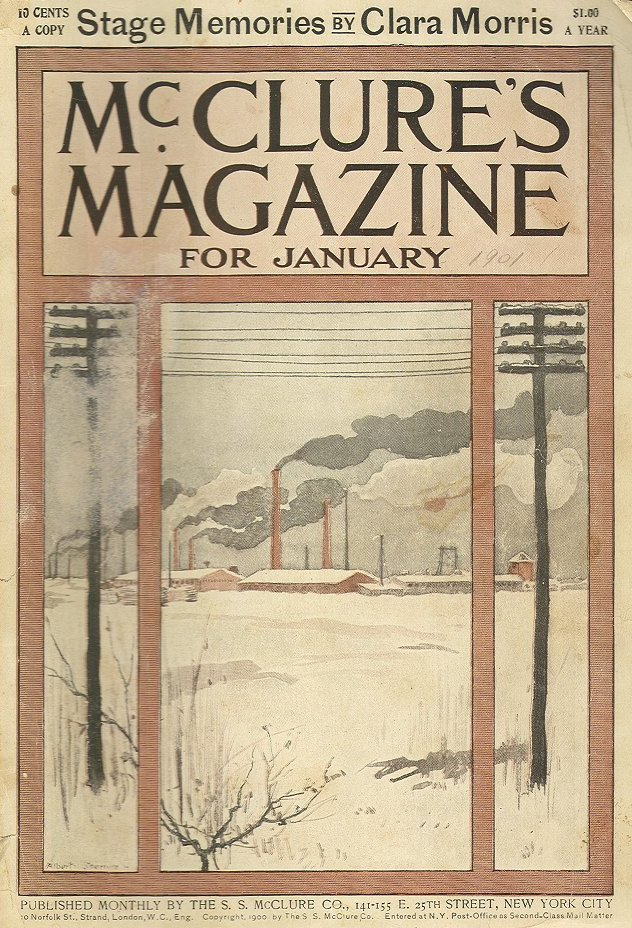
Le McClure's Magazine a publié plusieurs articles de muckrakers.

Un muckraker (de muck, « fange » / « ordure » / « boue » et to rake, « fouiller », littéralement « remueur de boue », « fouille-merde ») est un journaliste ou un écrivain qui enquête et publie des rapports soulevant des questions de société, généralement en rapport avec la criminalité et la corruption, impliquant souvent des élus, des dirigeants politiques et des membres influents du monde des affaires et de l'industrie.

## Historique
Le terme est étroitement associé à un certain nombre d'écrivains américains importants apparus dans les années 1890-1930, période à peu près équivalente à l'ère progressiste aux États-Unis.
Ces écrivains se sont attaqués à une large gamme de sujets, parmi lesquels le monopole de la Standard Oil, la transformation des bovins et le conditionnement de la viande, le travail des enfants, les salaires et les conditions de travail dans l'industrie et l'agriculture. 
Dans certains cas, les révélations des journalistes ont suscité un émoi public, des enquêtes gouvernementales, et la législation a été modifiée à la suite de ces enquêtes, dans les domaines des situations sociales préjudiciables, de la pollution, de l'alimentation et des normes de sécurité des produits, du harcèlement sexuel, des pratiques déloyales au travail, de la fraude et d'autres questions. 
Les travaux des muckrakers au cours des premières années, et ceux d'aujourd'hui, couvrent un large éventail de questions juridiques, des préoccupations sociales, éthiques et politiques publiques.

## Exemple demuckrakers
- Nellie Bly, pionnière du journalisme d'investigation dès 1880. Elle raconte alors la vie des ouvrières et leurs conditions de travail très difficiles, dans le froid, la saleté et le danger. Ce premier reportage, accompagné de photographies, fait exploser les ventes du Pittsburgh Dispatch. Elle a alors rapidement le libre choix de ses articles et se concentre essentiellement sur les conditions de vie du monde ouvrier.
- Jacob Riis, auteur en 1890 de How the Other Half Lives (« Comment vit l'autre moitié »), témoignage-choc, sous forme de photojournalisme, sur les conditions de vie terribles d'une importante partie des New-Yorkais.
- Helen H. Gardener, par ses essais comme  Sex in brain, Pulpit, Pew, and Cradle, Facts And Fictions Of Life, etc., dénonce l'hypocrisie des hommes vis-à-vis des femmes, l'utilisation de la religion pour asservir les femmes.
- Upton Sinclair, auteur en 1905 du roman La jungle (The jungle), dénonçant les conditions de travail et de vie des ouvriers immigrés dans les abattoirs de Chicago.
- Ida Tarbell, auteure en 1904 de L'Histoire de la Standard Oil Company (en), dénonçant les pratiques de John D. Rockefeller à la tête de la Standard Oil Company.
- David Graham Phillips, connu pour avoir révélé en 1906 dans une série d'articles la corruption de sénateurs américains et entraînant un changement dans la constitution.
- Lincoln Steffens, journaliste au McClure's Magazine dénonçant la corruption des politiques américains.